# Kahsennenhawe Sky-Deer
Kahsennenhawe Sky-Deer est une personnalité politique canadienne mohawk, née dans la communauté mohawk de Kahnawake en 1979,. 
Le 3 juillet 2021, elle devient la première femme et première personne LGBT à être élue grande cheffe du conseil de la communauté mohawk québécoise de Kahnawake. Le 7 juillet 2024, elle perd les élections à la fonction de grand chef et est remplacée par Cody Diabo.

## Biographie
Jeune, elle fait partie des premières cohortes d’élèves à suivre un programme scolaire complet en kanyen’kéha (la langue mohawk), à l’école d'immersion Karihwanoron. Cette école de Kahnawake, qui accueille les enfants de 18 mois à la sixième année, a ouvert ses portes en 1988. Le père de Sky-Deer et plusieurs de ses tantes y ont enseigné,. 
En 2000, elle obtient son diplôme d'études collégiales au collège Vanier, puis elle quitte le Canada pour jouer comme quart-arrière dans l'équipe professionnelle des Daytona Beach Barracudas de la Women's Professional Football League (en), en Floride, où elle obtient un baccalauréat en psychologie à l'université du Centre de la Floride en 2008,. 
De retour dans sa communauté en 2008, elle commence à travailler dans une usine de cigarettes, malgré des études supérieures. Elle décide de présenter aux élections de Kahnawake en juillet 2009, où elle sera élue pour la première fois cheffe à l'âge de 29 ans, elle est réélue en 2012, en 2015 et en 2018 avant de devenir grande cheffe en 2021, après 12 ans d'implication au Conseil de Kahnawake.
En avril 2023, elle reçoit le Prix visibilité, remis à l'occasion de la Journée de visibilité lesbienne.
Le 7 juillet 2024, à l'occasion d'élections, elle est défaite et remporte la troisième place avec 275 voix contre Cody Diabo avec 542 voix et Gina Deer avec 343 voix. 